# Rdeči listni ožig
Rdeči listni ožig je bolezen vinske trte, ki jo povzroča gliva z znanstvenim imenom Pseudopezicula tracheiphila in mednarodnim navadnim imenom (common name) Rotbrenner.
Gostiteljske rastline vključujejo Vitis vinifera, Vitis labrusca, Parthenocissus quinquefolia, Parthenocissus tricuspidata, njihove križance in himere.
Distribucija oziroma geografska razširjenost bolezni vključuje Avstrijo, Francijo, Nemčijo, Madžarsko, Luksemburg, Švico, ZDA, države nastale na teritoriju nekdanje ZSSR (USSR) in nekdanje SFRJ (SFRY).
Poimenovanje
1903 leta je švicarski botanik, rastlinski fiziolog, enolog in vinogradnik Hermann Müller (1850-1927) prvi poimenoval in opisal glivo povzročiteljico z latinskim imenom Pseudopeziza tracheiphila. Hermann Müller je svojemo priimku dodal ime svojega domačega švicarskega kantona Thurgau s skrajšavo Müll.-Thurg., to je tudi ime sorte belega grozdja, ki jo je ta leta 1882 vzgojil. Leta 1903 je bil Hermann Müller direktor eksperimentalne postaje in šole za hortikulturo in vitikulturo v Wadenswilu in obenem profesor botanike na politehniki v Zurichu. Leta 1986 sta Richard P. Korf, profesor botanike na Univerzi Cornell (ZDA) (sedaj profesor emeritus mikologije na isti univerzi) in Wen-Ying Zhuang, raziskovalka v laboratoriju za sistemsko mikologijo in lišajologijo kitajske akademije znanosti, glivo povzročiteljico rdečega listnega ožiga vinske trte skupaj poimenovala Pseudopezicula tracheiphila.  
Opis taksona
V rodu Pseudopezicula so predvsem listni paraziti. Povzročajo drobne nekrotične pege, v katerih zorijo apoteciji posamezno. Navadno oblikujejo psevdostromo, v kateri se oblikuje apotecij šele tik pred zrelostjo. Na odpadlih listih, kjer je gliva Pseudopezicula tracheiphila prezimila na saprofitski način, nastanejo spomladi, kot bucikina glavica velika bleščeča skledasta popolnoma odprta spolna plodišča-apoteciji z askusi (tudi aski), s po osmimi hialinimi eliptičnimi askosporami, dimenzij 19-27 x 9-14 μm, ki so skrajšane na eni strani. Parafize so razvejane in ukrivljene ali malo deformirane pri vrhu (apexu), septirane in hialine. Iz apotecijev se spomladi izločajo askospore, veter (anemohorija) in dežne kapljice (hidrohorija) pa jih prenesejo na spodnje mlado listje, kjer povzročijo primarno okužbo. Poleti se na odmrlih pegah včasih, na kratkih hialinih septiranih konidioforih, pojavijo enocelični podolgovati eliptični hialini in aseptirani nespolni trosi-konidiji, dimenzij 2-3 x 1.5-2 μm, ki po nekaterih avtorjih, skupaj z askosporami, povzročajo sekundarne okužbe. Po drugih avtorjih je nespolna oblika glive oziroma anamorf le relikt v razvojnem krogu glive in ne more povzročati sekundarnih okužb. Gliva se v suhem listnem tkivu lahko ohranja več kot dve leti, v podkopanih listih pa hitro propade. Askospore se začnejo izločati, ko je listje napojeno z vodo in je temperatura okoli 20 stopinj Celzija. Iz kvadratnega centimetra lista lahko gliva izbruha 200.000 askospor, kar kaže na izjemno močan infekcijski pritisk glive, ki je še posebej izrazit zlasti v vlažnih in toplih dneh. Askospore bruhajo do jeseni in nato vzkalijo v klični mešiček , ki lahko izvrši penetracijo skozi nepoškodovano kutikulo lista v notranjost. Nežen micelij glive preraste v prevodni sistem in ga zamaši, zato je dovod vode in hranljivih snovi otežen ali prekinjen. Gliva je povročiteljica izrazite traheomikoze. Bolezen se pojavlja v vinogradih na lahkih, nehumusnih, plitkih in prepustnih tleh ter skalnatih oziroma kamnitih tleh. Najpogosteje prizadene trte, ki rastejo na lapornatih in peščenih tleh. V Sloveniji je močneje izražena le v nekaterih vinorodnih okoliših, predvsem na Dolenjskem, manj na Štajerskem, na Primorskem pa skoraj ne. Pojavlja se v precejšnjem obsegu tudi na samorodnicah, zlasti na šmarnici. Bolezen se začne ponavadi razvijati v začetku junija, v razvojni fazi 1-6 listov, kaže pa se v obliki večjih, z glavnimi listnimi žilami omejenih lisah. Pri belih sortah so te oglate pege najprej bledozelene ali rumenkaste, kasneje pa rjave in obrobljene s svetlejšim rumenim robom. Pri rdečih sortah so oglate pege ponavadi sprva živordeče oziroma škrlatne z rumenim robom, kasneje pa lahko postanejo rjave. Ob močnejših napadih bolezni se lahko posušijo in odpadejo celi listi. Bolezen ima dva valova okužb. Prvi val okužb je v juniji, izjemoma prej ali pozneje in sicer predvsem na spodnjih listih na trsu. Drugi val okužb je v avgustu ali septembru; ta val okužb lahko zajame vse liste na trsu, razen tistih, ki se nahajajo prav na vrhu mladice. Pri poznem rdečem ožigu pege niso tako izrazito omejene z glavnimi listnimi žilami, kot pri zgodnjem.
Prve okužbe so hkrati najbolj nevarne, saj takrat še ne škropimo vinogradov proti peronospori (Plasmopara viticola) s pripravki, ki so učinkoviti tudi proti rdečemu listnemu ožigu. Zato moramo trto s fungicidi poškropiti že takrat, ko so mladice dolge od 5 do 10 cm in imajo 3 do 4 liste. V deževnem vremenu je potrebno škropljenje ponoviti po 8 do 10 dneh.
Bolezen je še posebej nevarna, ker, ko se bolezenska znamenja pojavijo, je že zdavnaj prepozno za zatiranje, razlog temu je zelo dolga inkubacijska doba, ki traja od 3 do 5 tednov. Zaradi tega je v ogroženih legah potrebno vsako leto škropiti s priporočenimi fungicidi. V ogroženih legah, bi bilo smiselno vpeljati prognostično službo in sicer na podlagi opazovanj, kdaj začnejo bruhati askospore. Učinkoviti so pripravki na podlagi benomyla, diklofluanida, kaptafola+folpeta, mancozeba, propineba, zineba+žvepla. Jesensko podkopavanje listja zmanjša nevarnost okužbe.